# Nina George

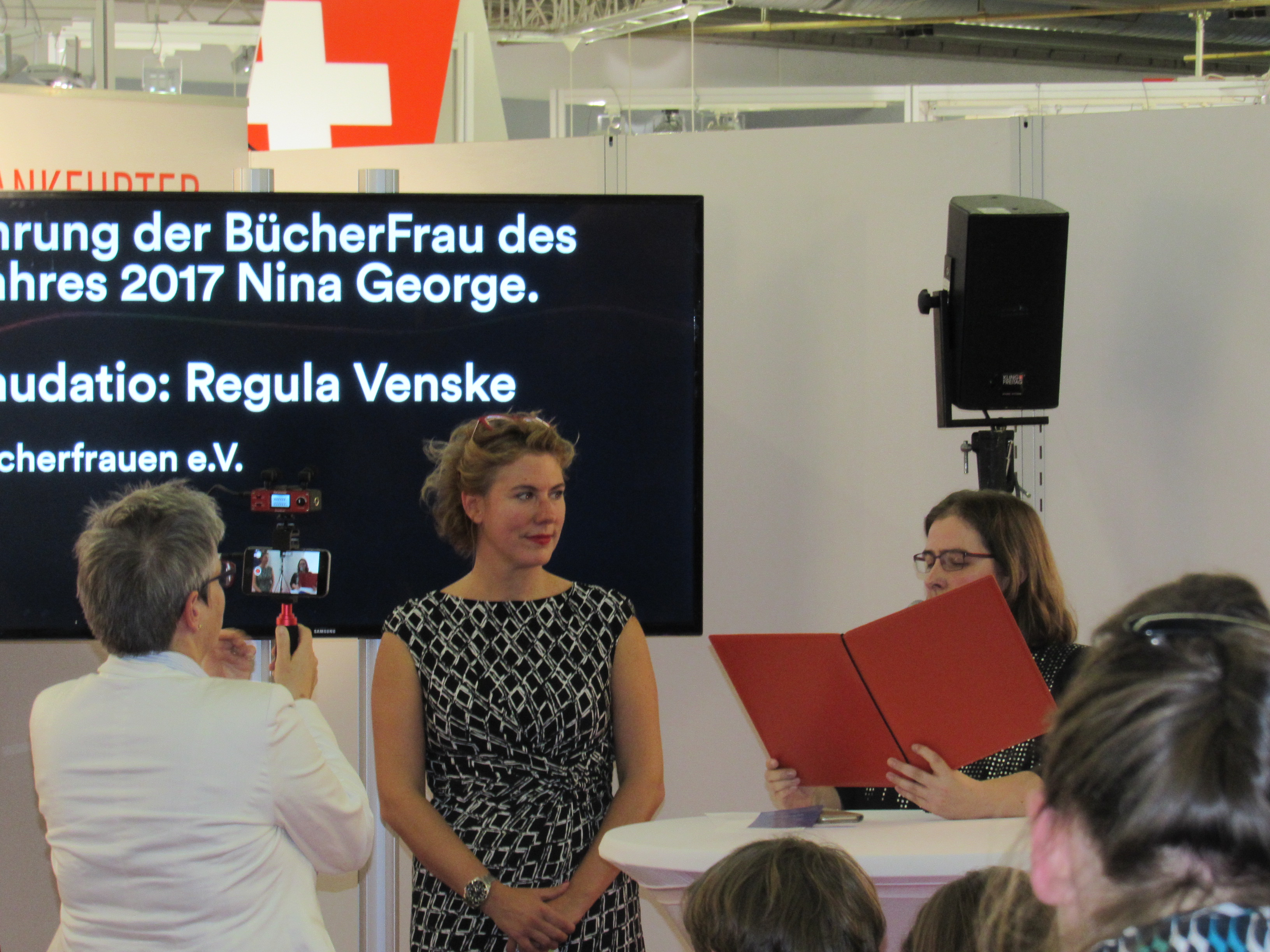
Nina George auf der Frankfurter Buchmesse 2017

Nina George (* 30. August 1973 in Bielefeld) ist eine deutsche Schriftstellerin und Journalistin, die auch unter den Pseudonymen Anne West und Nina Kramer veröffentlicht hat. Unter dem Doppel-Pseudonym Jean Bagnol veröffentlicht sie zusammen mit ihrem Ehemann, dem Schriftsteller und Vorsitzenden des Vereins Syndikat, Jens J. Kramer, Spannungsliteratur. Georges Werke wurden in bisher 37 Sprachen übersetzt und verkauften sich weltweit mehr als zwei Millionen Mal; Nina George gehört damit zu den derzeit erfolgreichsten deutschsprachigen Autoren im Ausland.

## Leben und Wirken
Nina George ist seit 1993 als freie Schriftstellerin und Journalistin tätig. Sie wurde am 8. Mai 2015 in das Präsidium des PEN-Zentrums Deutschland gewählt mit dem Arbeitsschwerpunkt Urheberrecht. Ebenfalls 2015 wurde George mit der Goldenen Auguste ausgezeichnet. Am 9. März 2017 wurde sie in den Bundesvorstand des Verbandes deutscher Schriftsteller gewählt. Von den BücherFrauen wurde sie als BücherFrau des Jahres 2017 ausgezeichnet. 2022 war sie Mitgründerin des PEN Berlin. George lebt in Berlin.

## Werke

### Bücher als Nina George
- Die Passantin. Kein & Aber, Zürich 2025, ISBN 978-3-0369-5073-0.
- Die geheime Sehnsucht der Bücher. Knaur, München 2025, ISBN 978-3-426-44620-1.
- Das Bücherschiff des Monsieur Perdu. Knaur, München 2023, ISBN 978-3-426-65407-1.
- Frauen in der Buchhandlung.  Thiele & Brandstätter, Köln 2022, ISBN 978-3-851-79482-3.
- Südlichter. Roman, Droemer Knaur, München 2019, ISBN 978-3-426-22703-9.
- Die Schönheit der Nacht. Roman, Droemer Knaur, München 2018, ISBN 978-3-426-65406-4.
- Das Traumbuch. Roman, Droemer Knaur, München 2016, ISBN 978-3-426-50978-4.
- Das Lavendelzimmer. Roman, Knaur, München 2013, ISBN 978-3-426-65268-8.
- Die Mondspielerin. Droemer Knaur, München 2010, ISBN 3-426-66336-8. Ausgezeichnet mit der DeLiA 2011 – Literaturpreis für den besten deutschsprachigen Liebesroman des Vorjahres durch den Förderverein deutschsprachiger Liebesromanliteratur e. V. (DeLiA).
- Wie der Teufel es will. Fischer, Frankfurt 2008, ISBN 3-596-17435-X.
- Der Sprachschatz der Männer. Lappan, Oldenburg 2005, ISBN 3-8303-3123-1.
- Der Weg der Kriegerin. Droemer Knaur, München 2003, ISBN 3-426-27309-8.
- Bube, Dame, Karo, Tod. Hamburger Abendblatt, Hamburg 2003, ISBN 3-921305-12-8.
- Kein Sex, kein Bier und jede Menge Tote. Droemer Knaur, München 2001, ISBN 3-426-61844-3.

### Bücher als Anne West
- Gute Mädchen tun's im Bett – böse überall. Droemer Knaur, München 1998, ISBN 3-426-60930-4.
- Sag Luder zu mir. Droemer Knaur, München 2003, ISBN 3-426-61934-2.
- Warum Männer so schnell kommen und Frauen nur so tun als ob. Droemer Knaur, München 2003, ISBN 3-426-62468-0.
- zus. mit Rani Asam und Lola Lindberg: Kamasutra ohne Leistenbruch. Droemer Knaur, München 2003, ISBN 3-426-62288-2.
- Schmutzige Geschichten. Droemer Knaur, München 2004, ISBN 3-426-62672-1.
- Erste Hilfe für Verliebte. Droemer Knaur, München 2005, ISBN 3-426-77764-9.
- Der Venus-Effekt. Droemer Knaur, München 2006, ISBN 3-426-77900-5.
- One day sex. Droemer Knaur, München 2006, ISBN 3-426-64448-7.
- Handbuch für Sexgöttinnen. Droemer Knaur, München 2007, ISBN 3-426-77953-6.
- Absolut Sex. Droemer Knaur, München 2009, ISBN 3-426-78236-7.
- Feeling – Das Gefühl. Droemer Knaur, München 2009, ISBN 3-426-78023-2.
- Sex für Könner. Droemer Knaur, München 2009, ISBN 3-426-78222-7.
- Wovon Frauen träumen und wie sie es bekommen. Droemer Knaur, München 2009, ISBN 3-426-78338-X.

### Bücher als Jean Bagnol
- Commissaire Mazan und die Spur des Korsen. Droemer Knaur, München 2017, ISBN 978-3-426-51654-6.
- Commissaire Mazan und der blinde Engel. Droemer Knaur, München 2015, ISBN 978-3-426-51653-9.
- Commissaire Mazan und die Erben des Marquis. Droemer Knaur, München 2013, ISBN 978-3-426-51423-8.

### Kinderbücher von Nina George und Jens J. Kramer
- Die Abenteuer des Super-Pupsboy 1 – Stinknormal ist anders. Planet!, Stuttgart 2022, ISBN 978-3-522-50733-2.
- Die Abenteuer des Super-Pupsboy 2 – Tierisch was los!. Planet!, Stuttgart 2022, ISBN 978-3-522-50734-9.
- Die Abenteuer des Super-Pupsboy 3 – Voll abgehoben!. Planet!, Stuttgart 2023, ISBN 978-3-522-50780-6.
- Die magische Bibliothek der Buks 1 – Das verrückte Orakel. Planet!, Stuttgart 2024, ISBN 978-3-522-50822-3.